# پلت فرم EMP2 پی‌اس‌ای
پلت فرم EMP2 پی‌اس‌ای (به انگلیسی: PSA EMP2 Platform) یک پلت فرم طراحی شده و توسعه یافته به وسیله گروه پی‌اس‌ای می‌باشد که از آن برای طراحی خودروهای کامپکت، اندازه متوسط، شرکتی، اس‌یووی و ون با موتورهای عرضی این گروه استفاده می‌شود. این پلت فرم نخستین بار در سال ۲۰۱۳ و بر روی پژو ۳۰۸ نسل دوم استفاده شد.
اصطلاح EMP مخفف Efficient Modular Platform می‌باشد که به معنی پلت فرم تطبیق پذیر کارا بوده و این تطبیق پذیری، انعطاف پلت فرم را برای طراحی انواع خودرو با فاصله بین دو محور متفاوت، ارتفاع‌های متفاوت خودرو و استفاده از سیستم‌های تعلیق میله پیچشی و مولتی لینک افزایش می‌دهد. در این پلت فرم، از فولاد کم‌آلیاژ پراستحکام، آلیاژ آلومینیوم-منیزیوم و مواد کامپوزیتی استفاده شده‌است که باعث کاهش ۷۰ کیلوگرمی پلت فرم، نسبت به پلت فرم PF2 می‌شود.
این پلت فرم، جانشین پلت فرم PF2 پی‌اس‌ای و پلت فرم PF3 پی‌اس‌ای می‌باشد. طراحی و توسعه این پلت فرم، ۶۳۰ میلیون یورو برای گروه پی‌اس‌ای هزینه دربرداشته است.

## مدل‌ها
بعضی از خودروهایی که بر مبنای این پلت فرم تولید شده‌اند به این شرح هستند:
| سازنده             | مدل                         | تصویر      | تولید     | کلاس              | نوع بدنه                           | مونتاژ                                          |
| ------------------ | --------------------------- | ---------- | --------- | ----------------- | ---------------------------------- | ----------------------------------------------- |
| سیتروئن            | سی۴ پیکاسو ۲ /سی۴ اسپیس‌تورر |            | ۲۰۱۳–۲۰۱۸ | کامپکت ام‌پی‌وی     | ۵ سرنشین (سی۴) ۷ سرنشین (گرند سی۴) | بیگو                                            |
| سیتروئن            | سی۵ ایرکراس                 |            | ۲۰۱۷ -    | اس‌یووی خانوادگی   | اس‌یووی                             | رن چنگدو، چین (دانگ‌فنگ پی‌اس‌ای)                  |
| سیتروئن            | سی۵ ایکس                    |            | ۲۰۲۱ -    | اندازه متوسط (دی) | استیشن                             | چنگدو، چین (دانگ‌فنگ پی‌اس‌ای)                     |
| سیتروئن            | سی۶ ۲                       |            | ۲۰۱۶ -    | شرکتی (ئی)        | سدان                               | ووهان، چین (دانگ‌فنگ پی‌اس‌ای)                     |
| سیتروئن            | برلینگو ۳                   |            | ۲۰۱۸ -    | ام‌پی‌وی            | پانل ون مینی‌ون                     | بیگو مانگولاد                                   |
| سیتروئن            | جامپی ۳/دیسپچ اسپیس‌تورر     |            | ۲۰۱۶ -    | ام‌پی‌وی            | پانل ون مینی‌ون                     | سیویل                                           |
| دانگ‌فنگ فنگشن      | ای۹                         |            | ۲۰۱۶–۲۰۱۹ | شرکتی (ئی)        | سدان                               | ووهان، چین (دانگ‌فنگ پی‌اس‌ای)                     |
| دی‌اس اتومبیلز      | دی‌اس۷ کراس‌بک                |            | ۲۰۱۷ -    | اس‌یووی خانوادگی   | اس‌یووی                             | مولوز                                           |
| دی‌اس اتومبیلز      | دی‌اس۹                       |            | ۲۰۲۰ -    | شرکتی (ئی)        | سدان                               | شنژن (چانگان پی‌اس‌ای)                            |
| دی‌اس اتومبیلز      | دی‌اس۴                       |            | ۲۰۲۱ -    | کامپکت (سی)       | هاچ‌بک                              | روسلزهایم                                       |
| فیات/فیات پروفشنال | دوبلو                       |            | ۲۰۲۲ -    | ام‌پی‌وی            | پانل ون مینی‌ون                     | بیگو                                            |
| فیات/فیات پروفشنال | اسکودو Ulysse               |            | ۲۰۲۲ -    | ام‌پی‌وی            | پانل ون مینی‌ون                     | سیویل                                           |
| اوپل/واکسول        | گراندلند                    | sans_cadre | ۲۰۱۷ -    | اس‌یووی کامپکت     | اس‌یووی                             | سوشو آیزناخ                                     |
| اوپل/واکسول        | آسترا ال                    |            | ۲۰۲۱ -    | کامپکت (سی)       | هاچ‌بک استیشن واگن                  | روسلزهایم                                       |
| اوپل/واکسول        | کومبو ئی                    |            | ۲۰۱۸ -    | مینی‌ون            | پانل ون مینی‌ون                     | بیگو مانگولاد                                   |
| اوپل/واکسول        | ویوارو زفیرا لایف           |            | ۲۰۱۹ -    | مینی‌ون            | پانل ون مینی‌ون                     | سیویل لوتون                                     |
| پژو                | ۳۰۸ ۲                       |            | ۲۰۱۳–۲۰۲۱ | کامپکت (سی)       | هاچ‌بک استیشن واگن                  | مولوز                                           |
| پژو                | ۳۰۸ ۳                       |            | ۲۰۲۱ -    | کامپکت (سی)       | هاچ‌بک استیشن واگن                  | مولوز                                           |
| پژو                | ۴۰۸ ۲                       |            | ۲۰۱۴ -    | کامپکت (سی)       | سدان                               | کولیم، مالزی (نازا) ووهان، چین (دانگ‌فنگ پی‌اس‌ای) |
| پژو                | ۵۰۸ ۲                       |            | ۲۰۱۸ -    | اندازه متوسط (دی) | سدان استیشن واگن                   | مولوز ووهان، چین (دانگ‌فنگ پی‌اس‌ای)               |
| پژو                | ۳۰۰۸ ۲                      |            | ۲۰۱۶ -    | اس‌یووی کامپکت     | اس‌یووی                             | سوشو                                            |
| پژو                | ۴۰۰۸ ۲                      |            | ۲۰۱۶ -    | اس‌یووی کامپکت     | اس‌یووی                             | چنگدو، چین (دانگ‌فنگ پی‌اس‌ای)                     |
| پژو                | ۵۰۰۸ ۲                      |            | ۲۰۱۷ -    | اس‌یووی خانوادگی   | اس‌یووی                             | رن، فرانسه چنگدو، چین (دانگ‌فنگ پی‌اس‌ای)          |
| پژو                | پارتنر/ریفتر                |            | ۲۰۱۸ -    | ام‌پی‌وی            | پانل ون مینی‌ون                     | بیگو مانگولاد                                   |
| پژو                | اکسپرت تراولر               |            | ۲۰۱۶ -    | ام‌پی‌وی            | پانل ون مینی‌ون                     | سیویل                                           |
| تویوتا             | پروآیس سیتی                 |            | ۲۰۱۸ -    | ام‌پی‌وی            | پانل ون مینی‌ون                     | بیگو مانگولاد                                   |
| تویوتا             | پروآیس پروآیس ورسو          |            | ۲۰۱۶ -    | ام‌پی‌وی            | پانل ون مینی‌ون                     | سیویل                                           |